# فيرنون هارجريفز
فيرنون هارجريفز (بالإنجليزية: Vernon Hargreaves III)‏ هو لاعب كرة قدم أمريكية أمريكي، ولد في 3 يونيو 1995 في تامبا في الولايات المتحدة.

## وصلات خارجية
- فيرنون هارجريفز على موقع مرجع كرة القدم المحترفة.كوم (الإنجليزية)